# 2 Kaniowski Batalion Saperów
2 Kaniowski Batalion Saperów (2 bsap) – oddział saperów Wojska Polskiego we Francji.
Batalion wchodził w skład 2 Dywizji Strzelców Pieszych. Walczył w kampanii francuskiej 1940. Internowany razem z dywizją w Szwajcarii.

## Formowanie i szkolenie
2 Batalion Saperów tworzył się we Francji na podstawie rozkazu z dnia 23 grudnia 1939 roku dowódcy 2 DSP gen. Prugara-Ketlinga. 30 marca 1940 roku w m. Pont-de-Ce (obok Angers) w ramach Centrum Wyszkolenia Saperów. Szkolenie saperów było energiczne, ale niekompletne. W przeprawach szkolono się na Loarze, dobre wyniki osiągano w umocnieniach polowych, a słabsze minerstwie. Przydział amunicji do ćwiczeń był niewystarczający. W drugiej połowie maja batalion został przerzucony transportem kolejowym w rejon Colombey les Belles, gdzie w ramach 2 Dywizji Strzelców Pieszych intensywnie się doszkalał. Uzgodnione było między polskim a francuskim naczelnym dowództwem, że 2 Dywizja miała niebawem dołączyć do 1 Dywizji Grenadierów, aby ramię w ramię walczyć z Niemcami.
Po agresji niemieckiej na Francję w dniu 14 czerwca 1940 roku batalion  przerzucony został do rejonu Belfort  w Alzacji, gdzie ustawiał zapory przeciwpancerne.  W  dniach 16.-17 czerwca  zabezpieczał marsz 2 Dywizji Strzelców Pieszych w kierunku Besançon. W dniach  18 – 19 czerwca  rozbudował rejon obrony dywizji pod Maiche i  St. Hyppolite.  Saperzy stanowili tylną straż dywizji wycofującej się do granicy szwajcarskiej pod TREVILLERS i CHAUVILLERS. 20 czerwca 1940 roku batalion przekroczył granice Szwajcarską, gdzie został internowany. Za ofiarne wykonywanie zadań bojowych dowódca francuskiego 45 korpusu gen. Dailie odznaczył batalion Francuskim Krzyżem Wojennym.

## Obsada etatowa

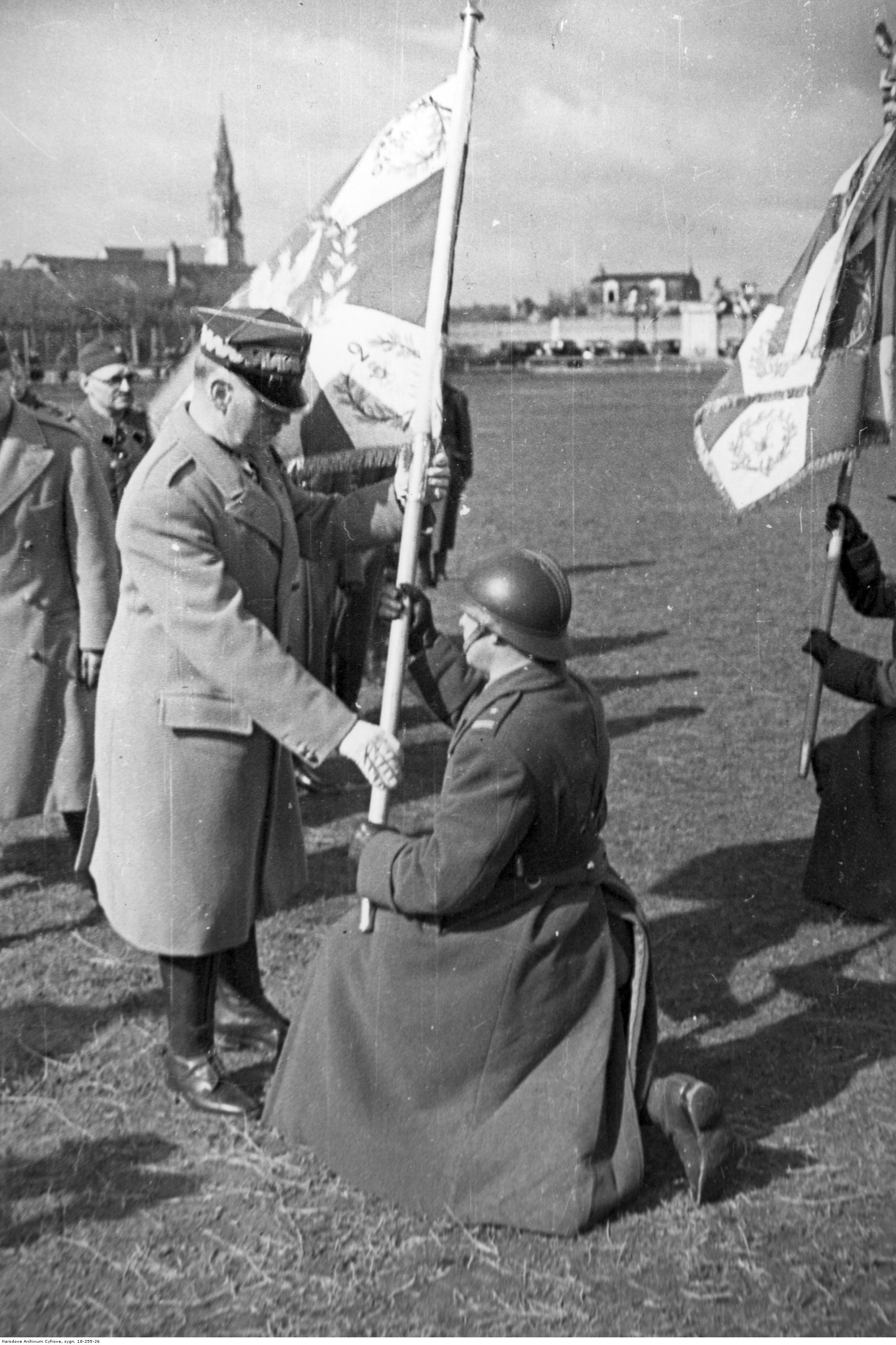
Gen. Władysław Sikorski wręcza sztandar dla oddziału saperów polskich we Francji; Anger, 30 marca 1940 r.

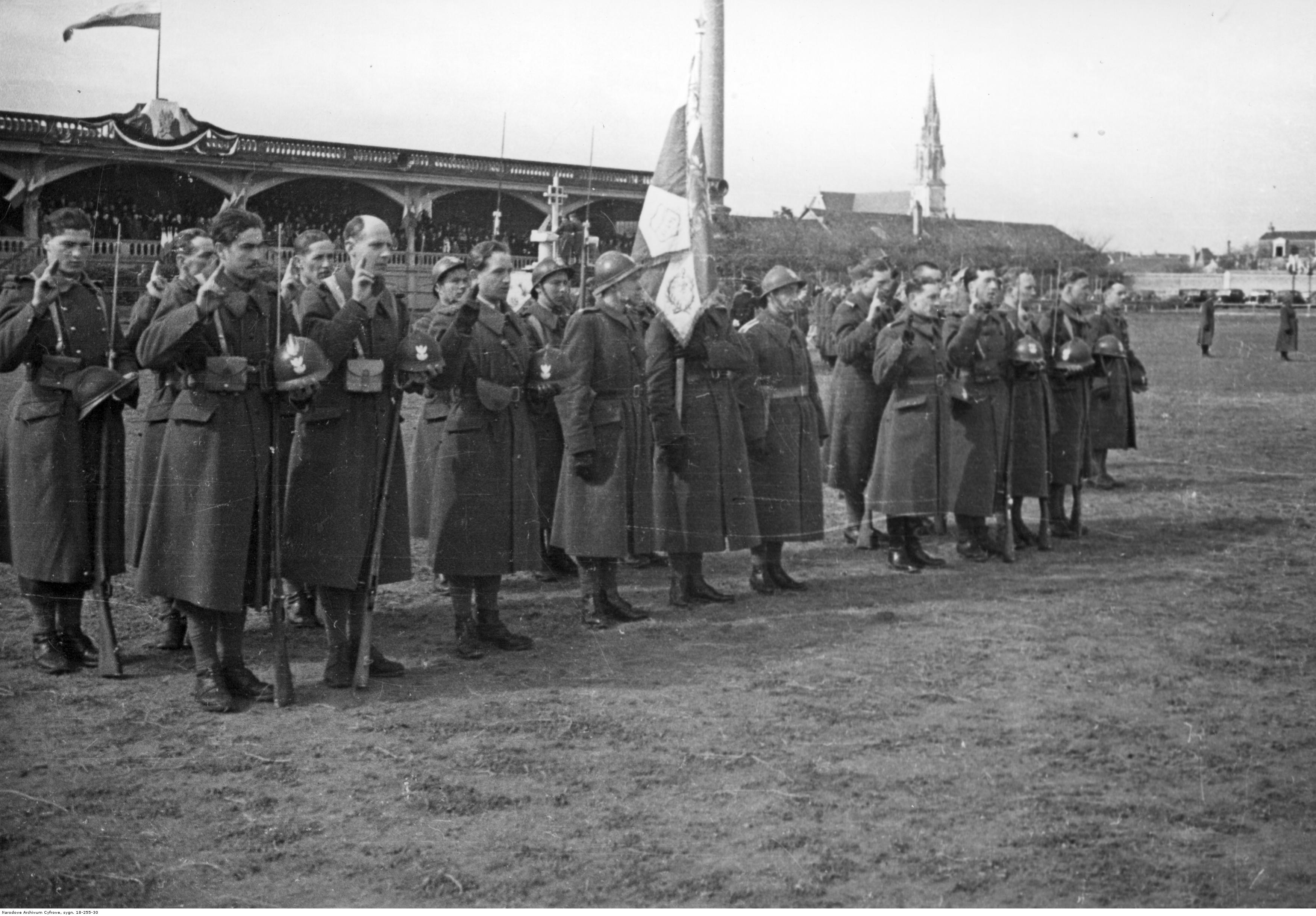
Uroczystość wręczenie sztandarów oddziałom saperów − przysięga

- dowódca batalionu – mjr Teodor Rzewuski
- adiutant - ppor. Kazimierz Kukielski
- dowódca 1 kompanii – kpt. Jan Zawisza
  - dowódca plutonu - por. Włodzimierz Siwiński
  - dowódca plutonu - ppor. Tadeusz Leszczyc-Petrejko
  - dowódca plutonu - ppor. J. Kryl
  - dowódca plutonu - ppor. M. Jankowski
- dowódca 2 kompanii – kpt. Wacław Kosteczki
  - dowódca plutonu - por. J, Szewczyk
  - dowódca plutonu - por. W. Wierzchowski
  - dowódca plutonu - ppor. W. Rospondek
  - dowódca plutonu - ppor. M. Ptasiński
- dowódca kompanii - por. Włodzimierz Siwiński
- dywizyjna kompania pionierów - por. por. S. Bitschan
  - dowódca plutonu - ppor. L. Biały
  - dowódca plutonu - ppor. inż. H. Dębicki
  - dowódca plutonu - - ppor. inż. J. Lewiński[2]

## Odznaczeni za kampanie Francuską
orderem - Crolx De Guerre:
- mjr Rzewuski,
- kpr. Adamski,
- st. sierż. Kurylcio,
- sap. Hejn,
- sierż. Gotfryd,
- plut. Mozarski,
- kpr. Spancerski,

orderem – Krzyż  Walecznych:
- por. Siwiński,
- por. Szewczyk
- kpr Tomaszkiewicz,
- kpr Zubek,
- kpr. Sokołowski,
- kpr. Markocki,
- st. sap. Baran,
- sap. Proszkiewicz

## Sztandar
Batalion jako pierwszy z jednostek dywizji otrzymał sztandar. Był to sztandar 2 Pułku Saperów Kaniowskich stacjonującego w Puławach. Aktu wręczenia dokonał Naczelny Wódz, gen. Sikorski, w obecności Prezydenta Rzeczypospolitej.
Na ten sztandar żołnierze batalionu złożyli przysięgę w Angers 30 marca 1940 roku. Nieco później, batalionowi nadano nazwę: 2 Kaniowski Batalion Saperów.
Po internowaniu 2 Dywizji Strzelców Pieszych w Szwajcarii, sztandar 2 Kaniowskiego Batalionu Saperów był najcenniejszym eksponatem spośród zbiorów dywizji zdeponowanych w Muzeum Polskim w Rapperswilu.
Sztandar wykonany został zgodnie z przepisami z 1919 roku. Na stronie głównej w rogach płatu umieszczono w wieńcach laurowych emblemat saperów (kilof, topór, łopata i granat) oraz inicjał K i cyfrę 2. Na stronie odwrotnej znajduje się pośrodku płata napis: Honor i Ojczyzna, w rogach natomiast: Kaniów 11.5.18, Szampania 19.7.18, Lwów 12.2.19 oraz Warszawa 18.8.20.
Obecnie sztandar jest przechowywany w Muzeum Wojska Polskiego w Warszawie.